# 육편모충속
육편모충속(Hexamita)은 중복편모충목에 속하는 기생성 원생생물 속의 일종이다. 람블편모충속(Giardia)과 관련이 있다. 헥사미타 콜룸바이(H. columbae)와 멜레아그리디스(H. meleagridis)는 가금류 내장에서 발견되며, 헥사미타 무리스(H. muris)와 피테키(H. pitheci)는 포유류 내장에서 발견된다. 헥사미타 살모니스(H. salmonis)와 트루타이(H. truttae)는 물고기의 내장에서 기생한다.
이 생물 속은 또한 헥사미타 인플라타(Hexamita inflata) 종도 포함하고 있다.
육편모충속의 기생생물 종들은 수족관의 물고기에서 발견되는 천공병(홀인헤드(hole-in-the-head) 또는 구명병)을 일으키는 종으로 알려져 있다.

## 하위 종
- Hexamita columbae
- 칠면조육편모충 (Hexamita meleagridis)
- 쥐육편모충 (Hexamita muris)
- Hexamita pitheci
- Hexamita salmonis
- Hexamita truttae